# Academia Preparatoria Coral Gables
La Academia Preparatoria Coral Gables (Coral Gables Preparatory Academy), anteriormente la Escuela Primaria Coral Gables (Coral Gables Elementary School), es una escuela K-8 en Coral Gables, Florida. Como parte de las Escuelas Públicas del Condado de Miami-Dade (MDCPS por sus siglas en inglés), la academia tiene una academia inferior (escuela primaria) en el ex-edificio de la Escuela Primaria Coral Gables, y una academia superior (escuela media) en el Merrick Educational Center.
En 2010 la primaria Coral Gables se convirtió en la actual escuela K-8.
La Academia Inferior de la academia es una escuela histórica ubicada, se encuentra inscrita en el Registro Nacional de Lugares Históricos desde el 30 de junio de 1988.  Richard Kiehnel diseñó la Escuela Primaria Coral Gables.

## Ubicación
La Academia Inferior de la Academia Preparatoria Coral Gables se encuentra dentro del condado de Miami-Dade en las coordenadas 25°45′13″N 80°15′28″O / 25.753611, -80.257778.